# البنك المركزي الأيرلندي
البنك المركزي الأيرلندي (بالأيرلندية: Banc Ceannais na hÉireann) هو البنك المركزي الأيرلندي، فهو جزء من النظام الأوروبي للبنوك المركزية (ESCB)،وهو منظم الخدمات المالية في البلاد لمعظم فئات الشركات المالية، وكان جهة إصدار الأوراق النقدية والعملات المعدنية للجنيه الأيرلندي حتى إدخال عملة اليورو، وهو يقدم الآن هذه الخدمة للبنك المركزي الأوروبي. تأسس البنك المركزي الأيرلندي في 1 فبراير 1943، ومنذ 1 يناير 1972 أصبح مصرفيًا لحكومة أيرلندا وفقًا لقانون البنك المركزي لعام 1971، والذي يمكن اعتباره من الناحية التشريعية استكمالًا لعملية الانتقال الطويلة من مجلس النقد إلى بنك مركزي يعمل بكامل طاقته.

## المسؤوليات
يدعو تفويض البنك المركزي الأيرلندي البنك إلى المساهمة في رفاهية شعب أيرلندا وعلى نطاق أوسع في أوروبا من خلال أداء المسؤوليات القانونية التي تغطي نطاقًا واسعًا:
- استقرار السعر
- الاستقرار المالي
- حماية المستهلك
- الإشراف والتنفيذ
- تطوير السياسة التنظيمية
- عمليات أنظمة الدفع والتسوية والعملات والإشراف عليها
- تقديم الاستشارات الاقتصادية والإحصاءات المالية
- انتعاش وحل شركات الخدمات المالية المتعثرة.

## الإدارة
يتم تعيين محافظ البنك من قبل الرئيس بناءً على المشورة الدستورية للحكومة.
| الاسم (الميلاد–الوفاة)         | مدة المنصب    |
| ------------------------------ | ------------- |
| جوزيف برينان (1887–1963)       | 1943-1953     |
| جيمس مكيليجوت (1890–1974)      | 1953-1960     |
| موريس موينيهان (1902–1999)     | 1960-1969     |
| تي كي ويتاكر (1916–2017)       | 1969-1976     |
| تشارلز هنري موراي (1917–2008)  | 1976-1981     |
| Tomás F. Ó Cofaigh (1921–2015) | 1981-1987     |
| موريس دويل (1932–2009)         | 1987-1994     |
| موريس أوكونيل (1936–2019)      | 1994-2002     |
| جون هيرلي (1945 – )            | 2002-2009     |
| باتريك هونوهان (1949 – )       | 2009-2015     |
| فيليب لان (1969 – )            | 2015-2019     |
| جبرائيل مخلوف (1960 – )        | 2019 حتى الآن |

## أنظر أيضا
- اقتصاد جمهورية أيرلندا
- البنك المركزي الأوروبي
- الجنيه الأيرلندي

## روابط خارجية
- الموقع الرسمي